# Roosdaalse Gedichtenzuilen

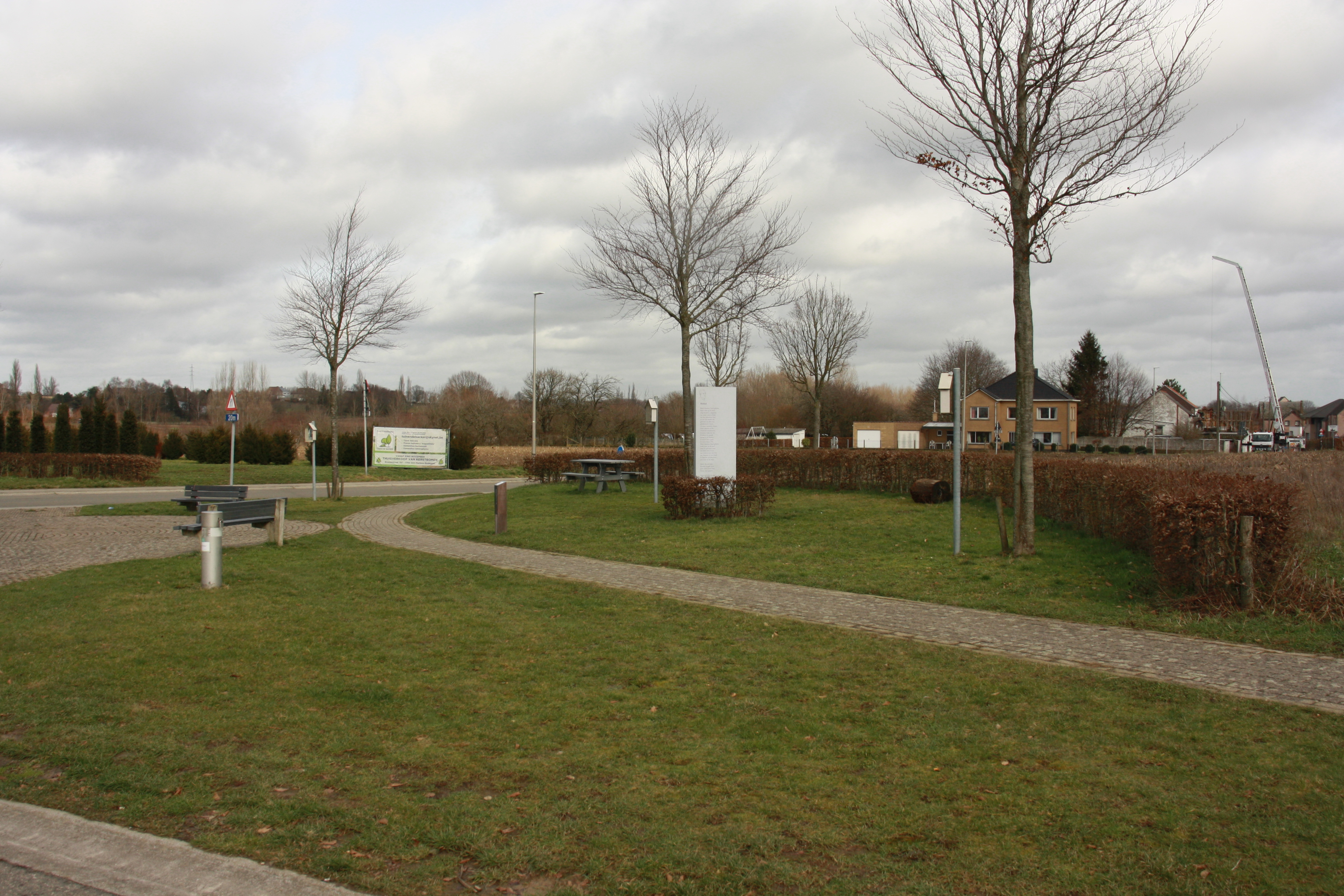
Algemeen overzicht

In de Roosdaalse deelgemeente Strijtem zijn drie gedenktekens opgericht waarop gedichten van overleden Roosdaalse dichters werden vereeuwigd. Twee ervan bevinden zich op enkele meter van de Kapel van de Zeven Beuken op de samenloop van de Lostraat en de Zevenbeukenstraat in Strijtem, een deelgemeente de Vlaams-Brabantse gemeente Roosdaal. Een derde staat aan de ingang van het domein rond GC Het Koetshuis aan de Kristus Koninglaan, eveneens in Strijtem.

## Gedichtenzuil 1

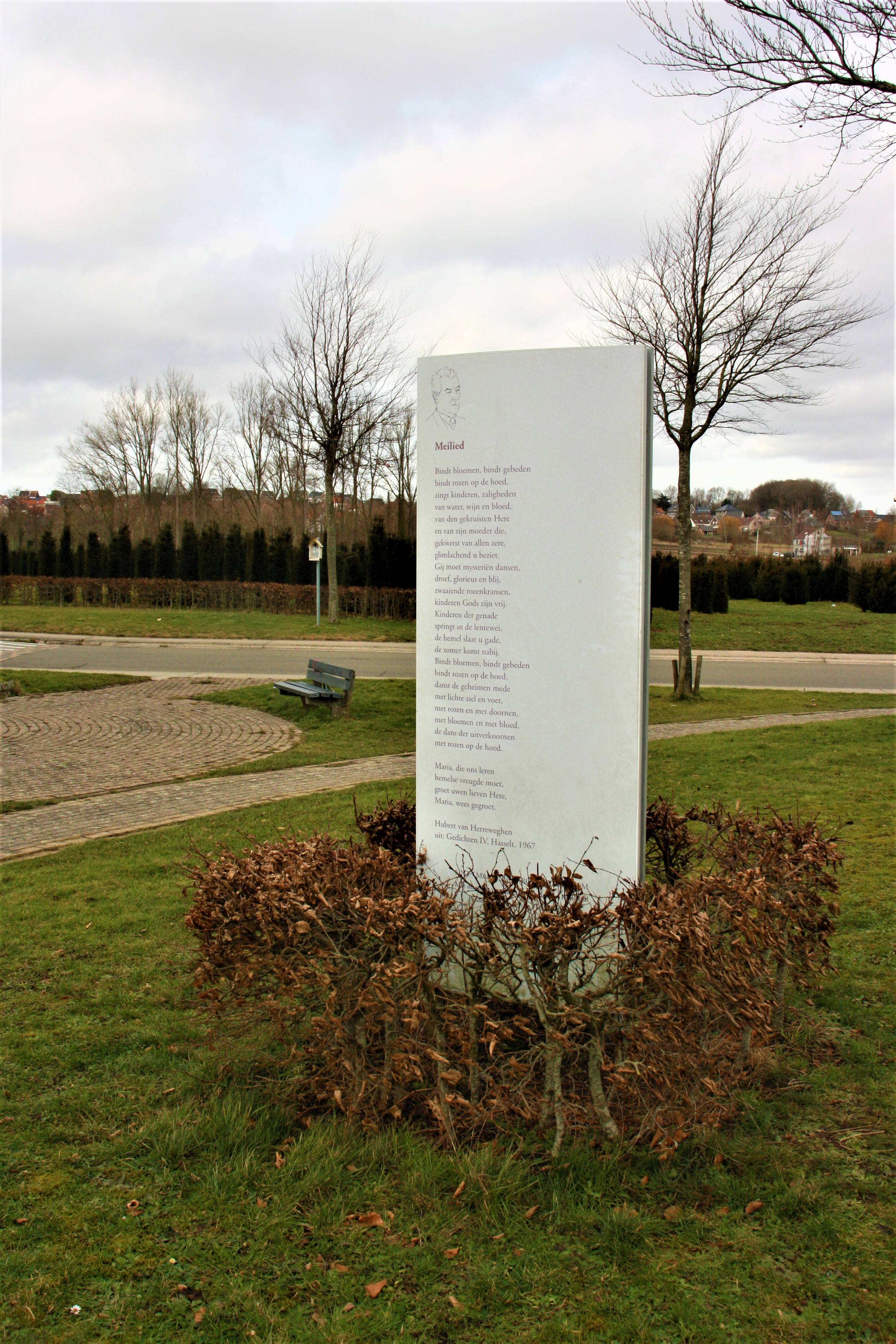
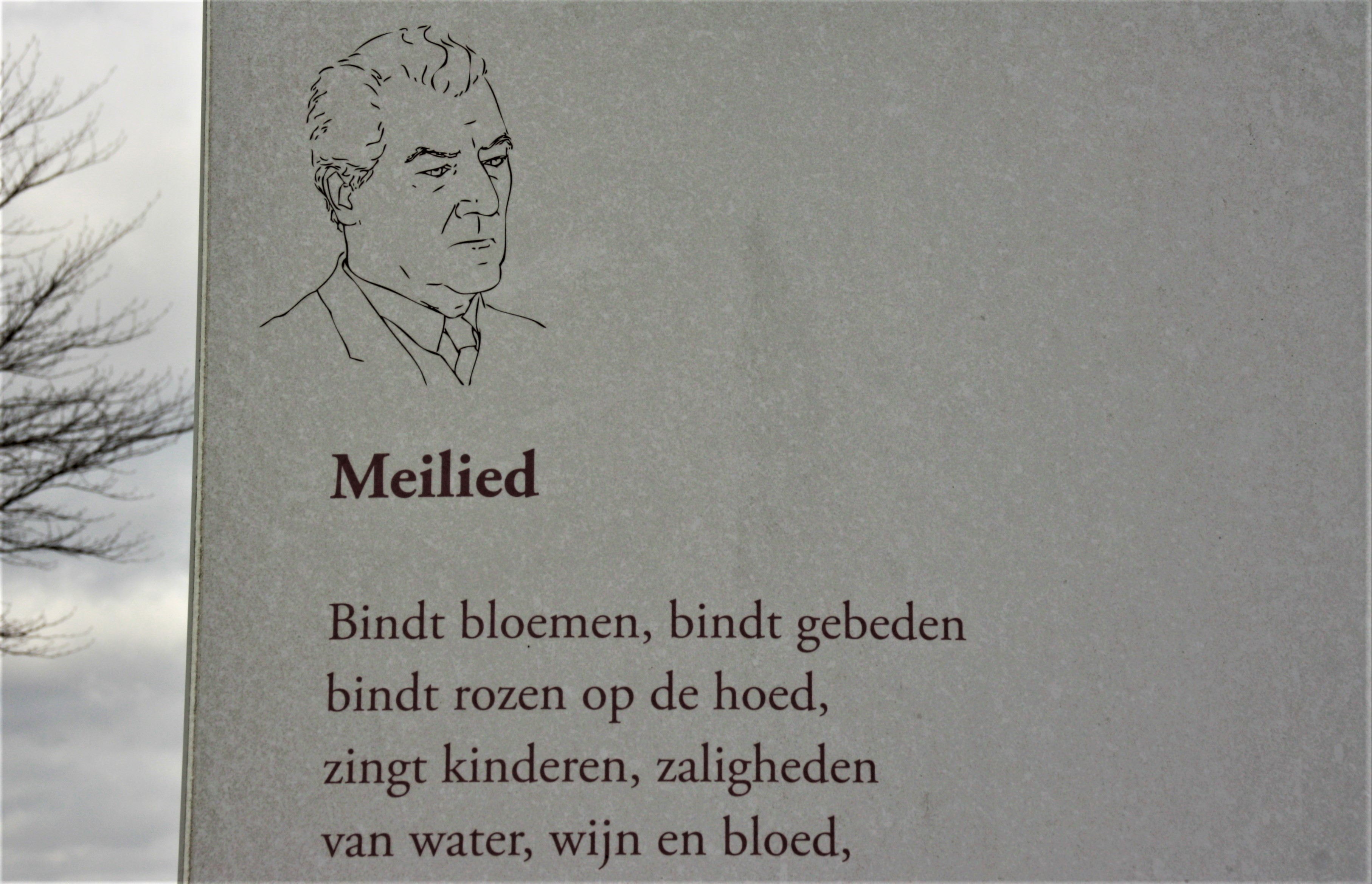
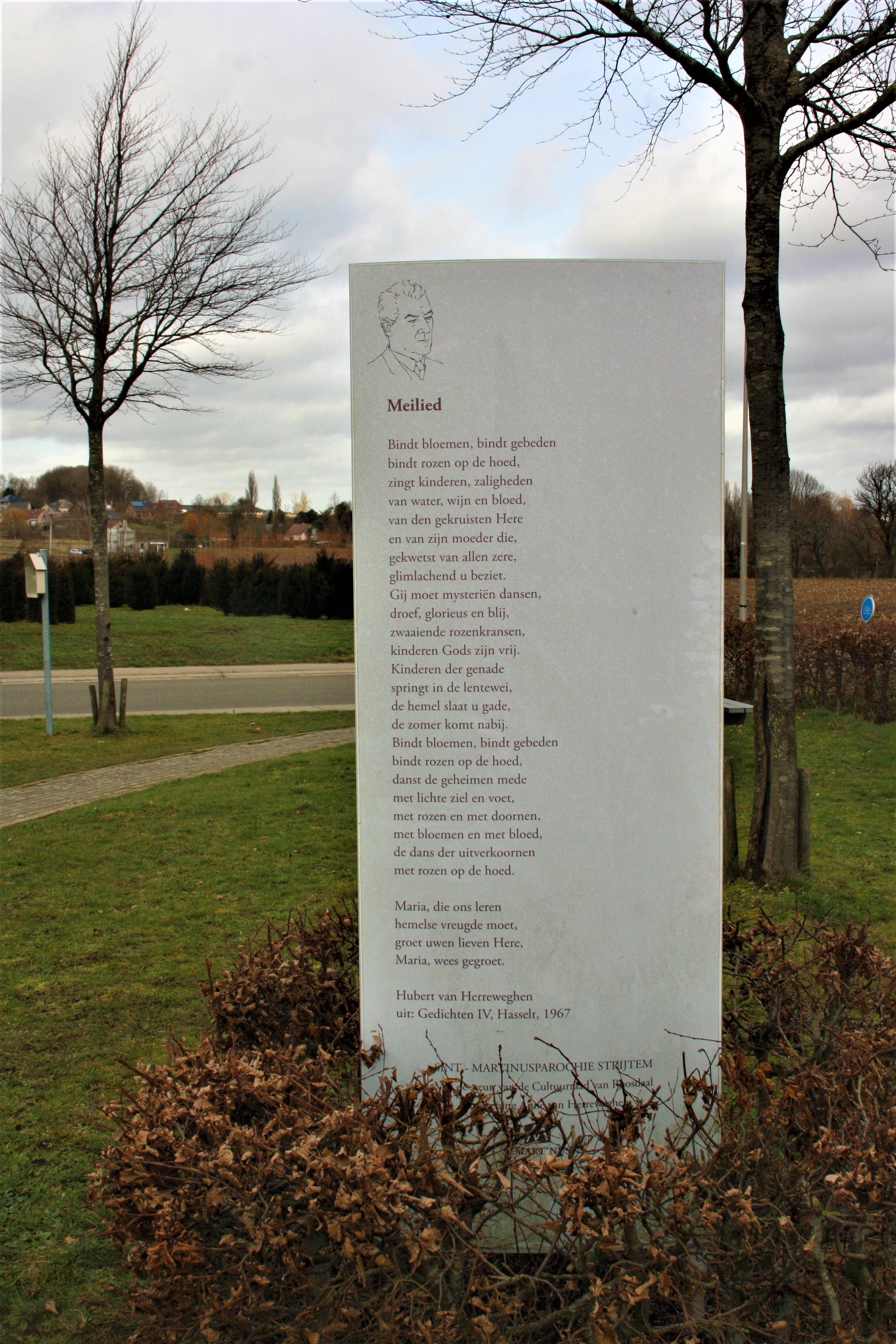
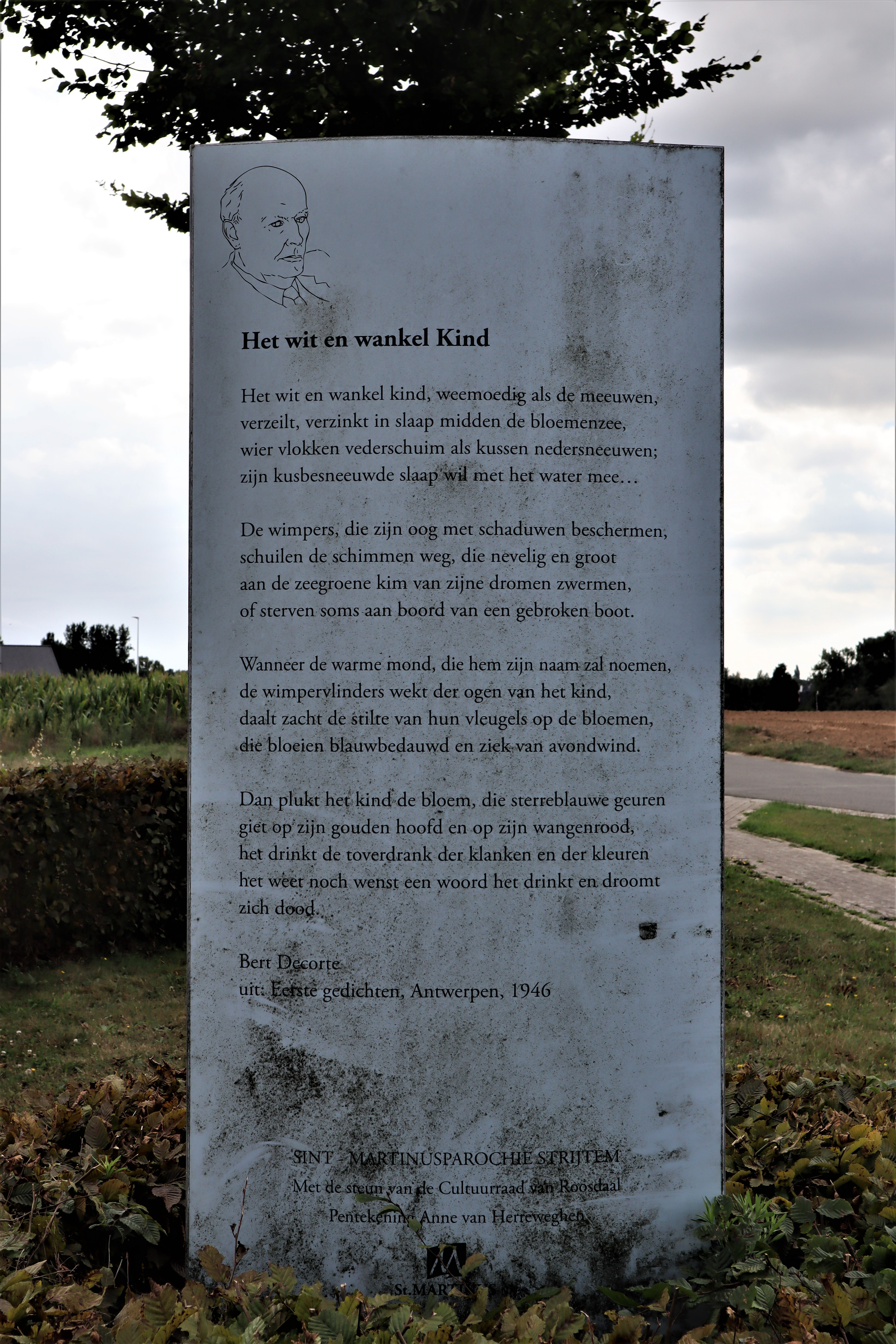
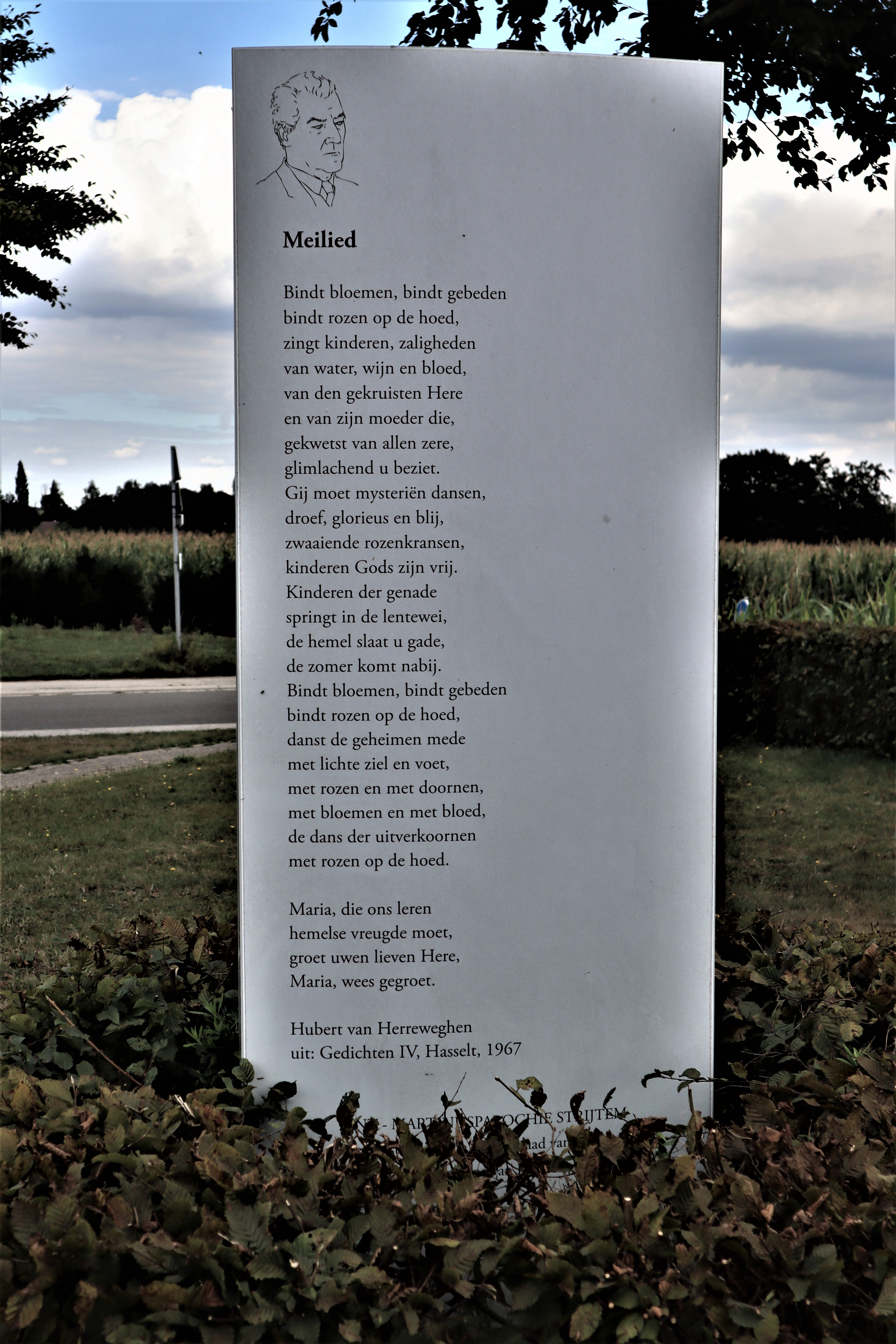

Deze zuil werd opgericht ingehuldigd op 29 mei 2010. Het was een initiatief van de Sint-Martinusparochie van Strijtem en de Cultuurraad Roosdaal en was bedoeld als een aanzet om poëzie, proza en beeldende kunst te integreren in het straatbeeld.
Het kunstwerk bestaat uit twee gebogen panelen in glanzend wit metaal van 230 x 70 cm. Langs de ene zijde staat een gedicht van Bert Decorte: ‘Het wit en wankel kind’ uit de bundel ‘Germinal’ (1937). Aan de andere zijde prijkt een gedicht van Hubert Van Herreweghen: ‘Meilied’ uit ‘Gedichten IV’ (1967). Beide dichters hadden een band met Roosdaal: Van Herreweghen (1920- 2016) zag het levenslicht in Pamel en Decorte (1915-2009) woonde sinds zijn huwelijk in Strijtem. Op deze zuil staan ook twee tekeningen van Anne Van Herreweghen.

## Gedichtenzuil 2

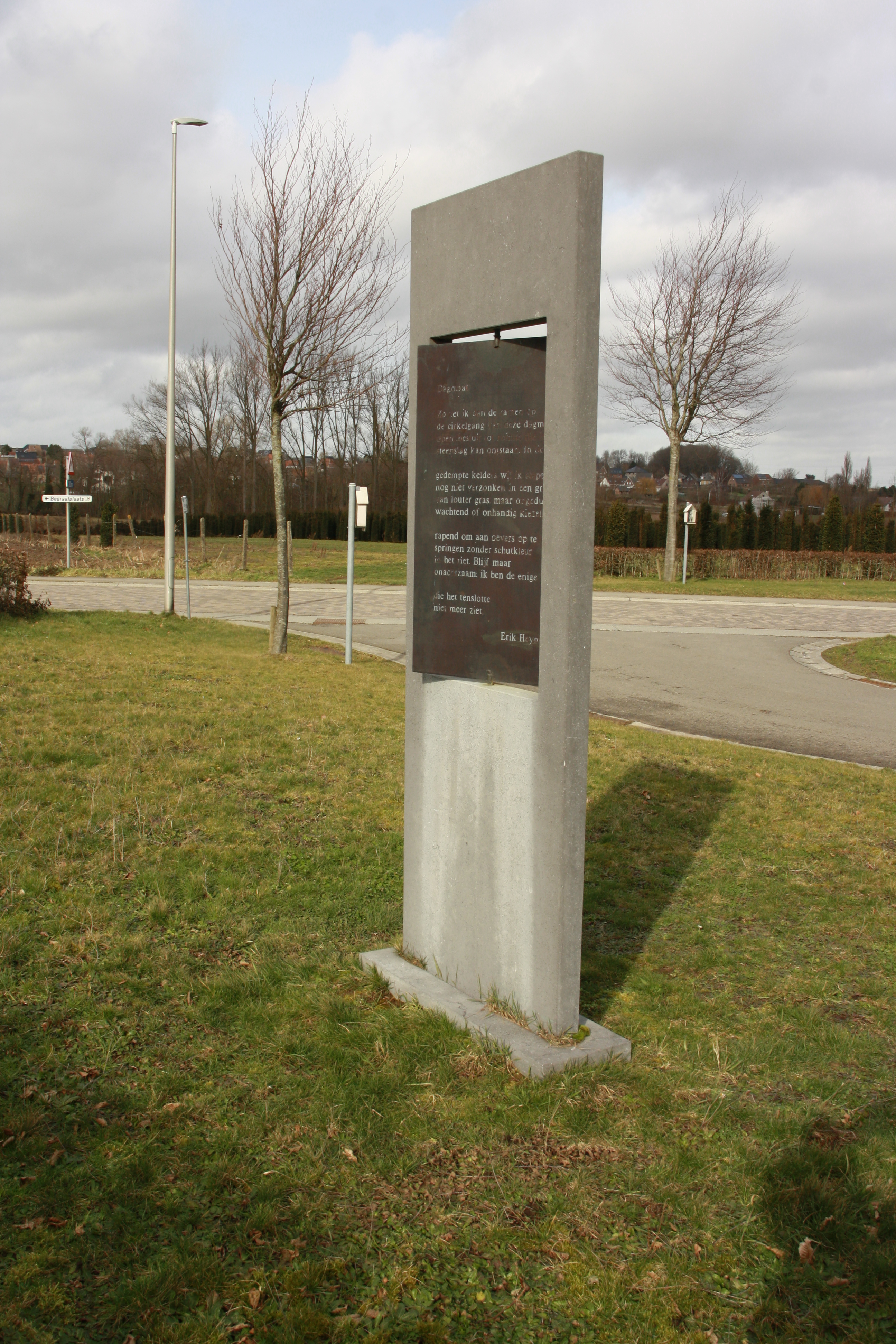
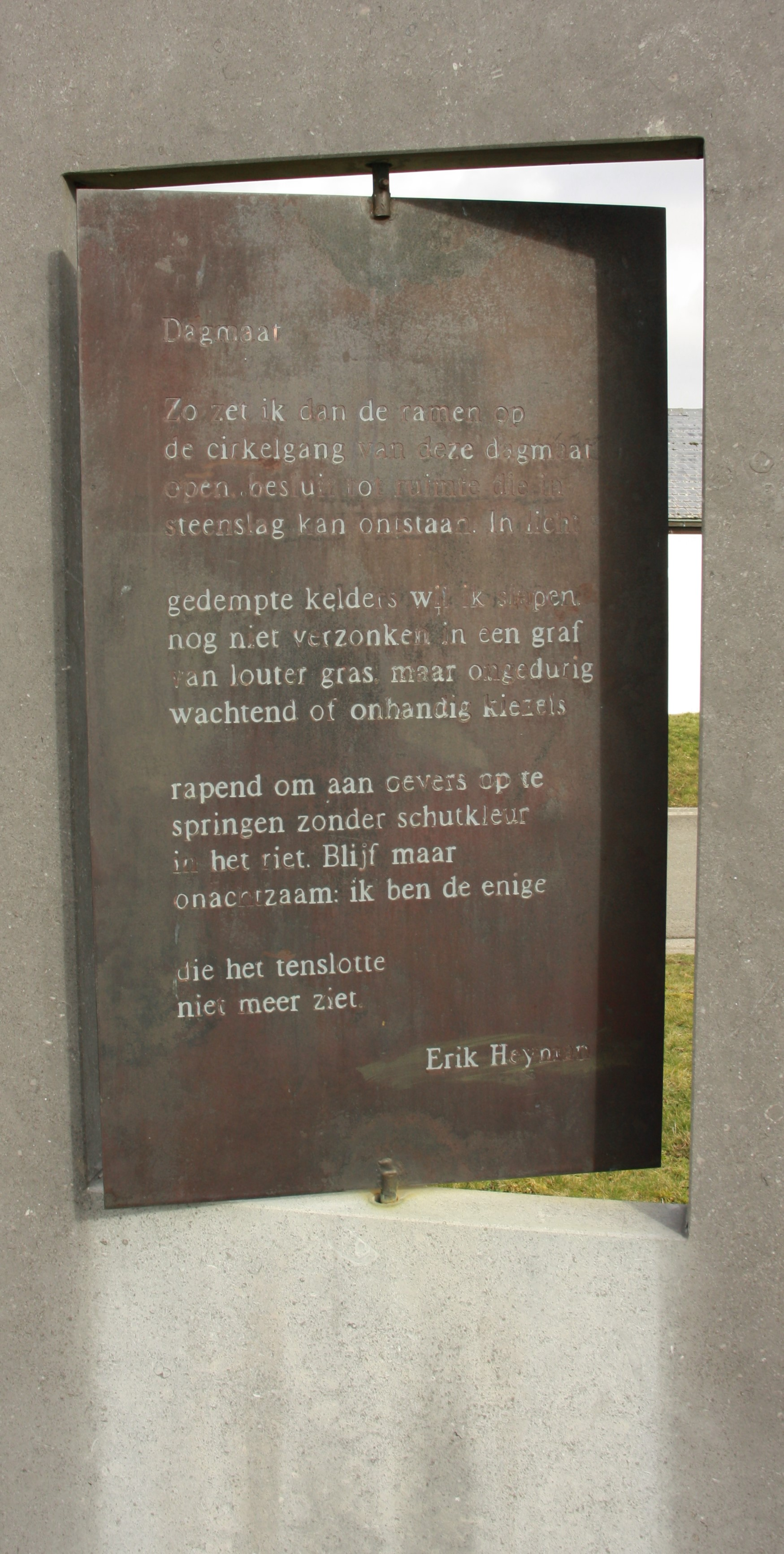
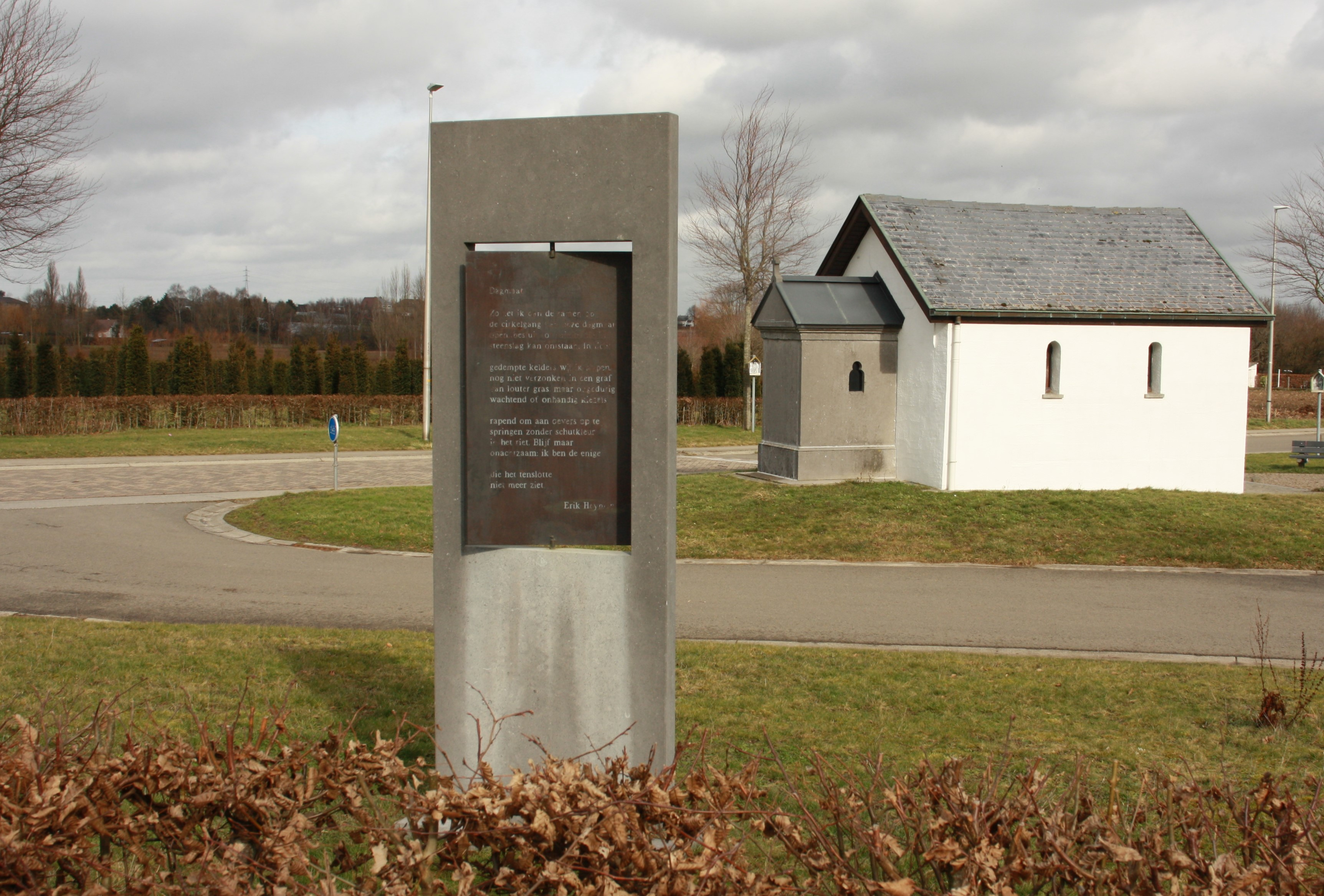
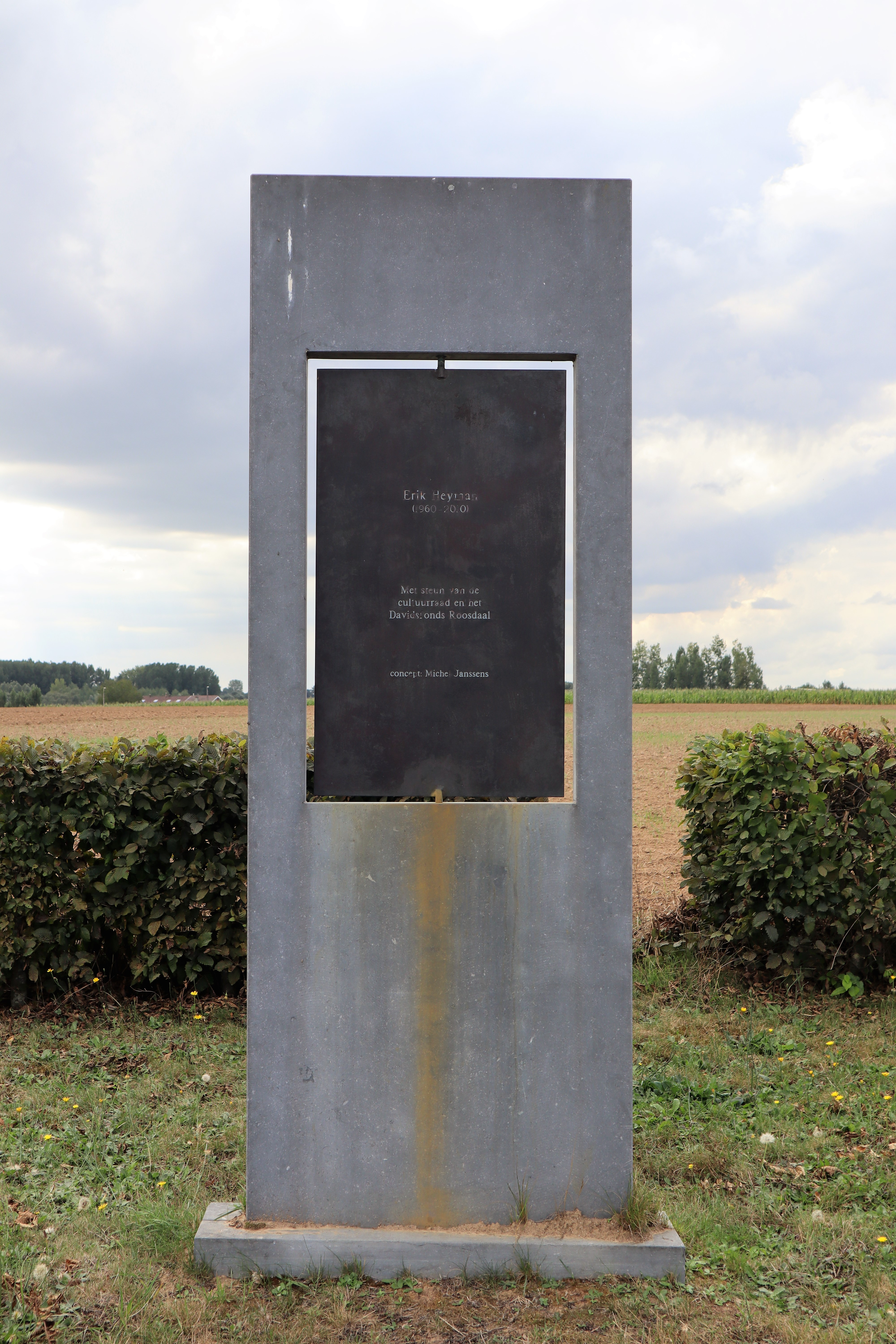

Op een paar tientallen meter van de eerste zuil, werd twee jaar later een nieuwe zuil geplaatst, als eerbetoon aan een andere bekende Roosdaalse dichter, Erik Heyman (1960-2010). Op initiatief van het Davidsfonds en de Cultuurraad van Roosdaal werd dit kunstwerk bedacht en gerealiseerd door plastisch kunstenaar Michel Janssens. De laatste tien jaar van zijn (te korte) leven voelde Erik Heyman een sterke affiniteit met de beelden van Michel Janssens. Het leidde tot een intense vriendschap. Janssens liet zich voor het monument inspireren door het titelgedicht van de bundel ‘Dagmaat’ uit 1994. Deze bouwvakkersterm verwijst naar de totale opening van een raam. De tekst werd op een wentelbaar paneel geplaatst binnen een gesymboliseerde raamopening.
Het werk bestaat uit een arduinen kader van 230 x 85 cm waarin een koperen plaat met de tekst van het gedicht kan scharnieren door de wind.

## Gedichtenzuil 3

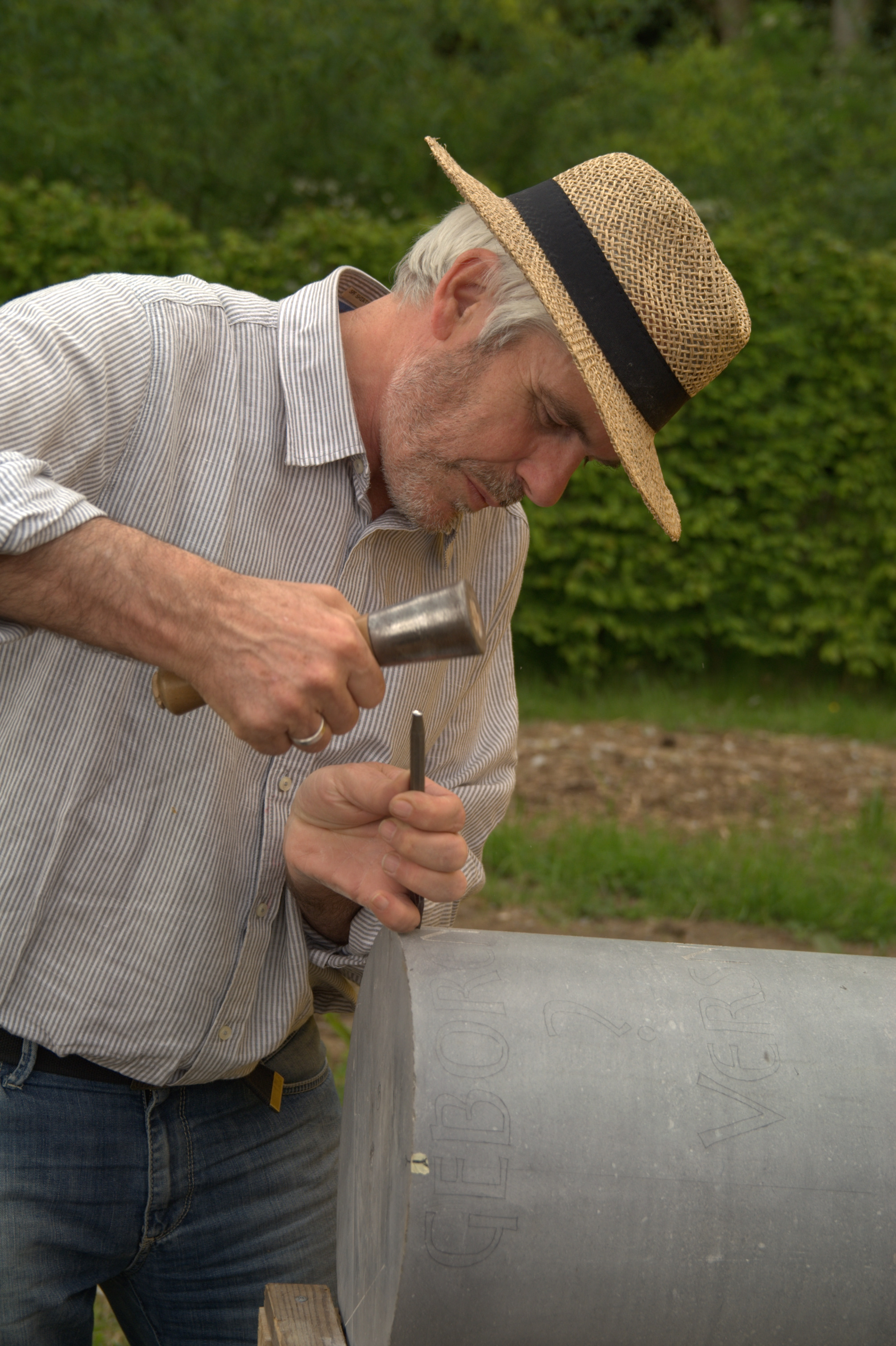
Beeldhouwer Jos Geusens

In 2009, 2010, 2012 en 2014 werd in en om GC Het Koetshuis (Roosdaal) Kalmkunstfestival ‘In de Luwte’ georganiseerd. Het was een evenement waarin alle mogelijke muziekgenres, aangrijpende poëzie, beklijvende vertellingen, dans en beeldende kunst aan bod kwamen in een sfeer van rust, traagheid en authenticiteit. In 2010 was Jos Geusens er te gast met zijn ‘letterkappersatelier’. Hij was zo onder de indruk van de sfeer van dit evenement, dat hij er een blijvende herinnering wou voor creëren. Hij heeft toen het initiatief genomen om een zuil te maken die geplaatst werd aan de ingang van het Ontmoetingscentrum aan de Kristus Koninglaan. Op dit sobere monument heeft Jos Geusens met sierlijke letters een vers gekapt van de dichter Bert Decorte, die een steenworp van deze plak zijn laatste rustplaats kreeg. Geusens koos voor vers uit ‘Een stillere dag’ een bundel van Decorte uit 1942 : “Werd er niets blijvends uit mij geboren? Versneeuwt het tot vlokschuim? Waait het verloren? Of zou het verduren tot duurzaam graniet?”
De zuil is vervaardigd uit arduin (streekeigen materiaal) en meet 200 × 30 cm ø.

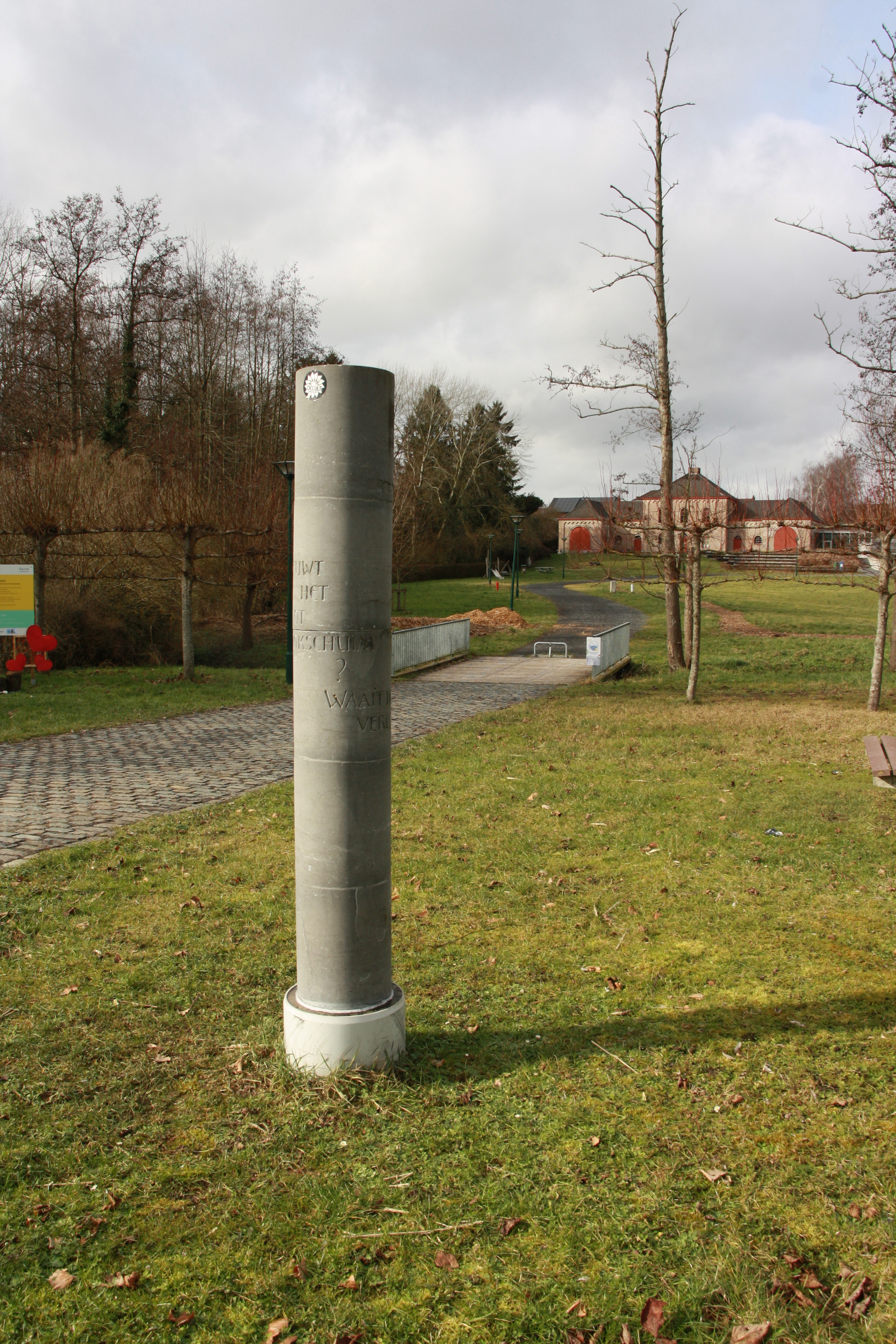
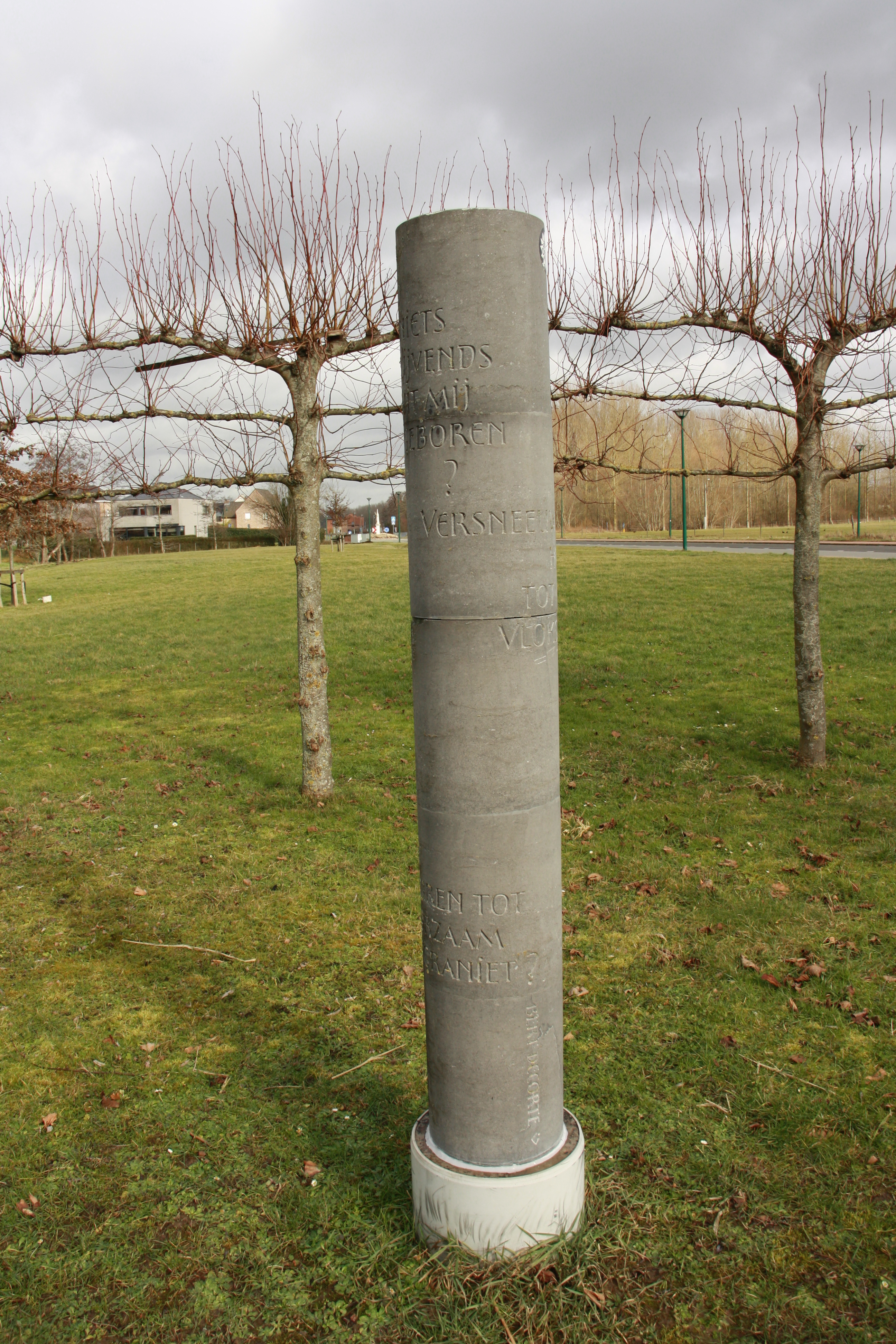
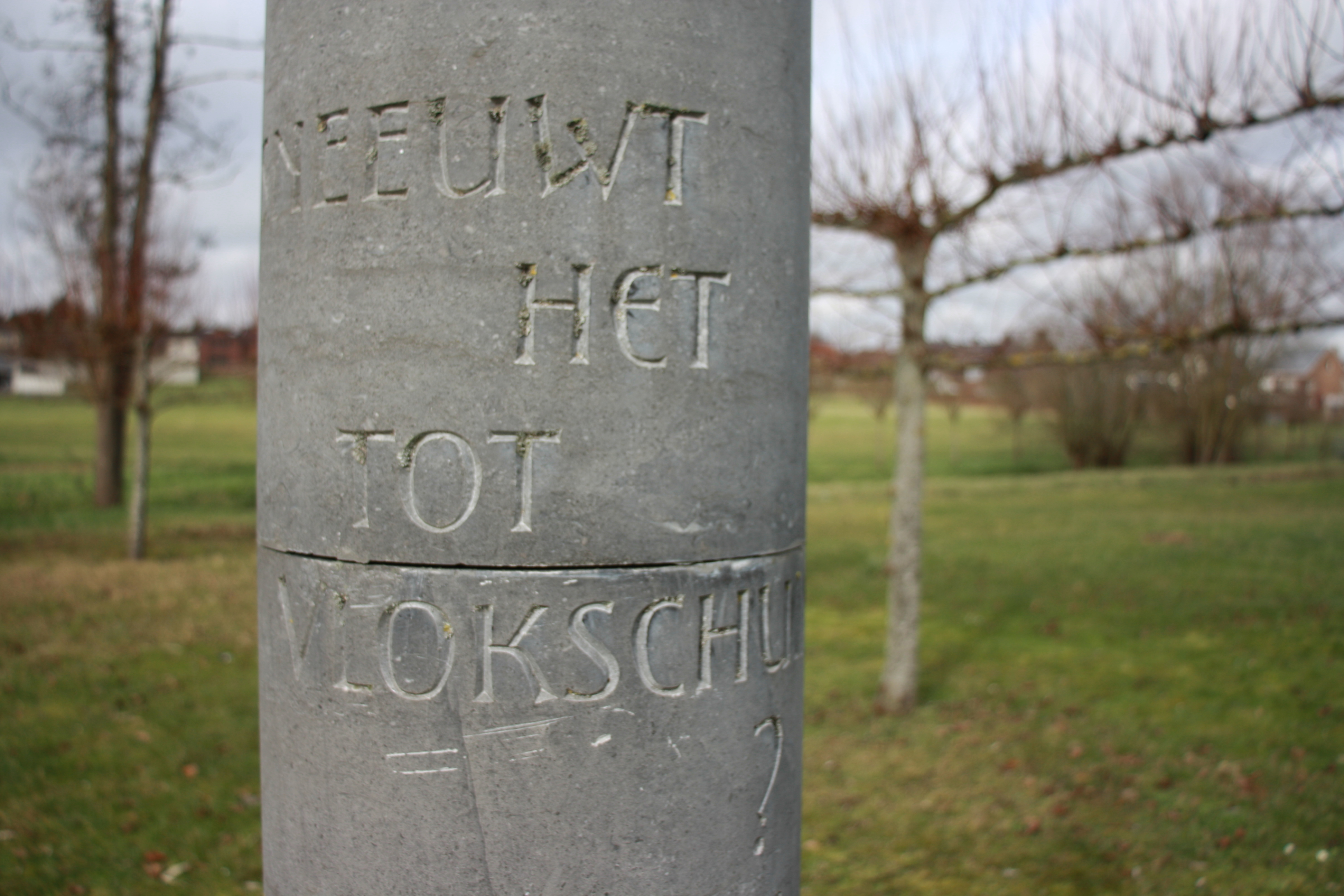
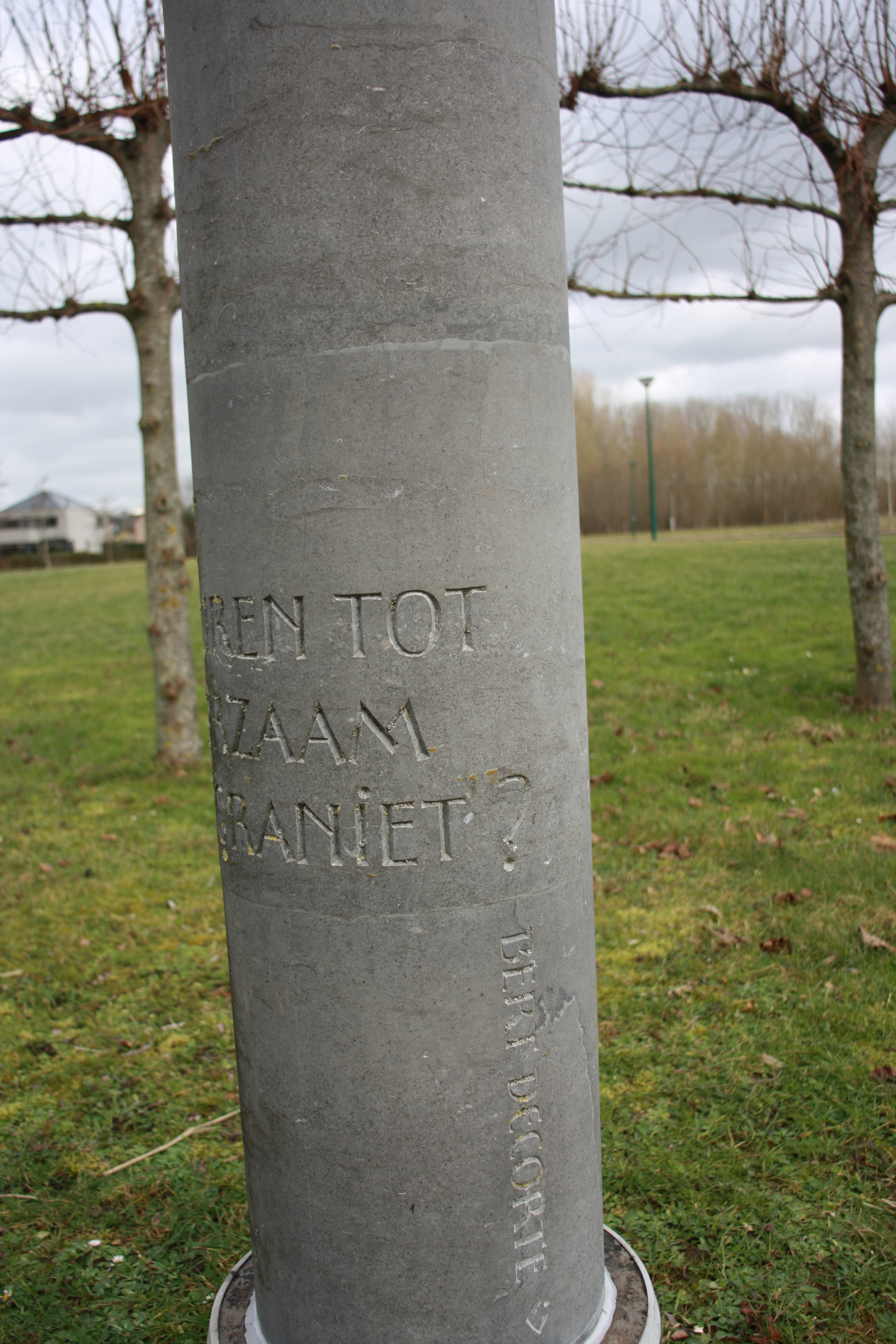